# Eleutherodactylus

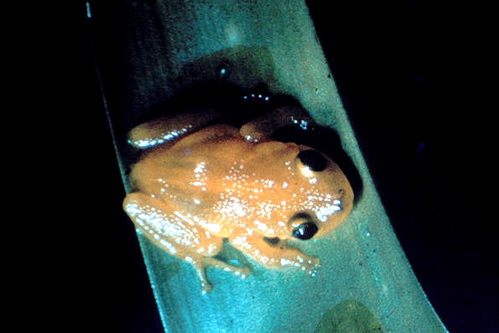
Eleutherodactylus jasperi

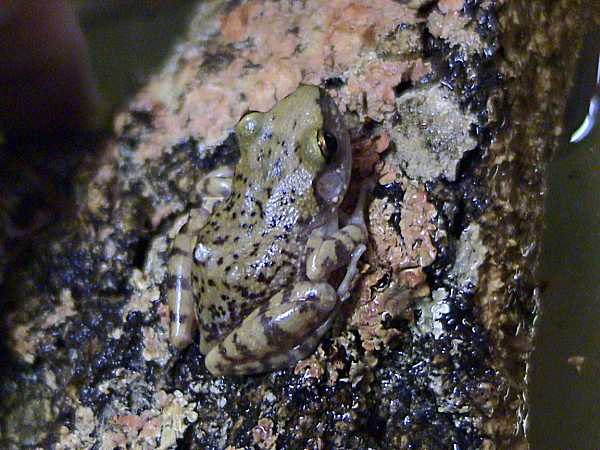
Eleutherodactylus marnockii

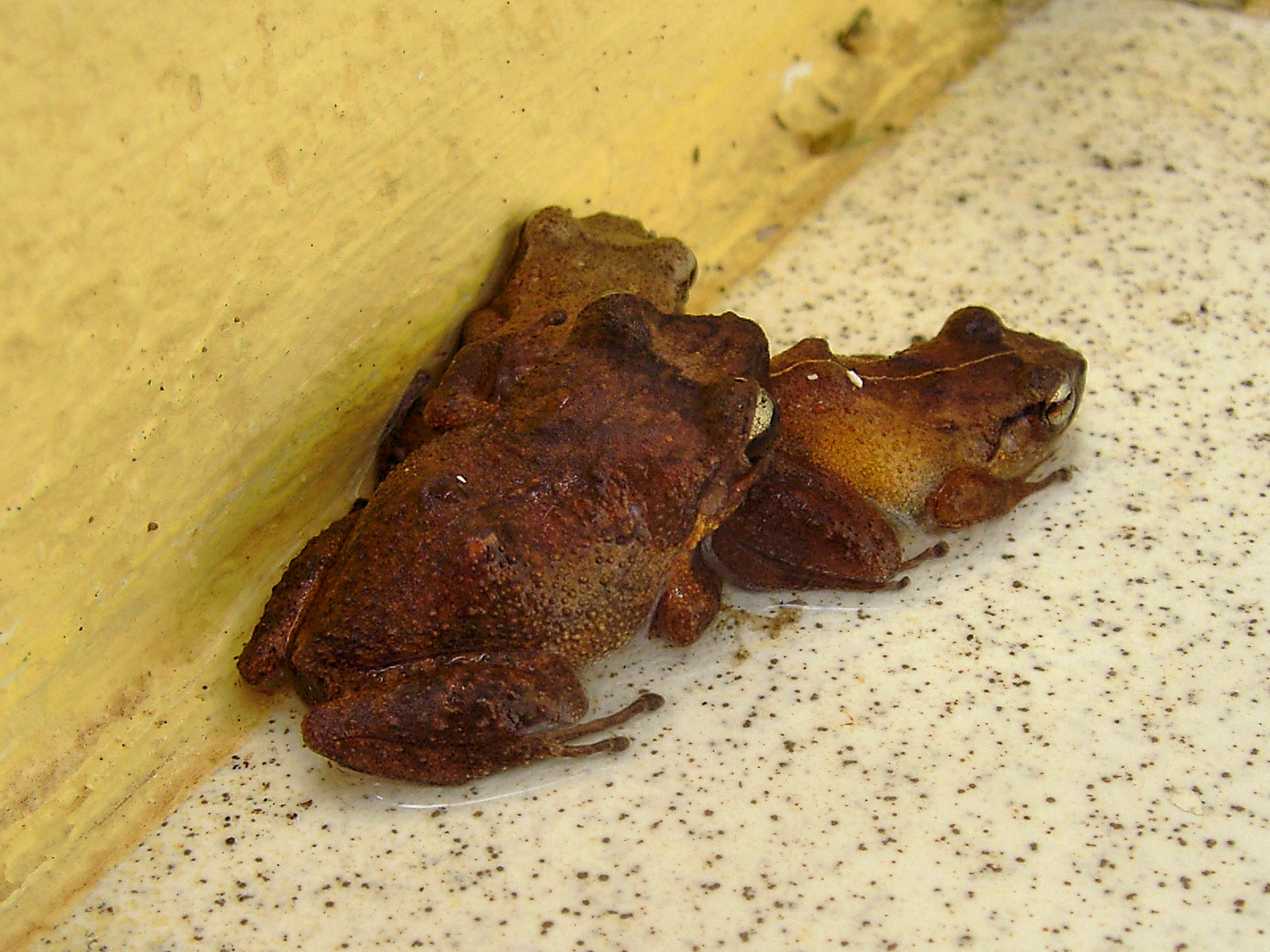
Eleutherodactylus martinicensis

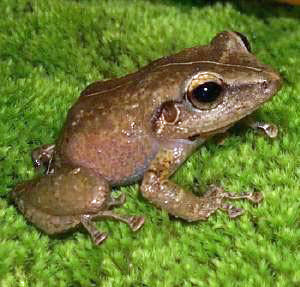
Eleutherodactylus coqui

Az Eleutherodactylus a kétéltűek (Amphibia) osztályába és  a békák (Anura) rendjébe az Eleutherodactylidae családba tartozó nem.

## Rendszerezés
A nembe az alábbi fajok tartoznak:
| - Eleutherodactylus abbotti Cochran, 1923 - Eleutherodactylus acmonis Schwartz, 1960 - Eleutherodactylus adelus Díaz, Cadiz & Hedges, 2003 - Eleutherodactylus albipes Barbour & Shreve, 1937 - Eleutherodactylus albolabris (Taylor, 1943) - Eleutherodactylus alcoae Schwartz, 1971 - Eleutherodactylus amadeus Hedges, Thomas & Franz, 1987 - Eleutherodactylus amplinympha Kaiser, Green & Schmid, 1994 - Eleutherodactylus andrewsi Lynn, 1937 - Eleutherodactylus angustidigitorum (Taylor, 1940) - Eleutherodactylus antillensis (Reinhardt & Lütken, 1863) - Eleutherodactylus aporostegus Schwartz, 1965 - Eleutherodactylus apostates Schwartz, 1973 - Eleutherodactylus armstrongi Noble & Hassler, 1933 - Eleutherodactylus atkinsi Dunn, 1925 - Eleutherodactylus audanti Cochran, 1934 - Eleutherodactylus auriculatoides Noble, 1923 - Eleutherodactylus auriculatus (Cope, 1862) - Eleutherodactylus bakeri Cochran, 1935 - Eleutherodactylus barlagnei Lynch, 1965 - Eleutherodactylus bartonsmithi Schwartz, 1960 - Eleutherodactylus beguei Díaz & Hedges, 2015 - Eleutherodactylus blairhedgesi Estrada, Díaz & Rodriguez, 1998 - Eleutherodactylus bothroboans Schwartz, 1965 - Eleutherodactylus bresslerae Schwartz, 1960 - Eleutherodactylus brevirostris Shreve, 1936 - Eleutherodactylus brittoni Schmidt, 1920 - Eleutherodactylus caribe Hedges & Thomas, 1992 - Eleutherodactylus casparii Dunn, 1926 - Eleutherodactylus cavernicola Lynn, 1954 - Eleutherodactylus chlorophenax Schwartz, 1976 - Eleutherodactylus cochranae Grant, 1932 - Eleutherodactylus cooki Grant, 1932 - Eleutherodactylus coqui Thomas, 1966 - Eleutherodactylus corona Hedges & Thomas, 1992 - Eleutherodactylus counouspeus Schwartz, 1964 - Eleutherodactylus cubanus Barbour, 1942 - Eleutherodactylus cundalli Dunn, 1926 - Eleutherodactylus cuneatus (Cope, 1862) - Eleutherodactylus cystignathoides (Cope, 1877) - Eleutherodactylus darlingtoni Cochran, 1935 - Eleutherodactylus dennisi (Lynch, 1970) - Eleutherodactylus dilatus (Davis & Dixon, 1955) - Eleutherodactylus dimidiatus (Cope, 1862) - Eleutherodactylus diplasius Schwartz, 1973 - Eleutherodactylus dolomedes Hedges & Thomas, 1992 - Eleutherodactylus eileenae Dunn, 1926 - Eleutherodactylus emiliae Dunn, 1926 - Eleutherodactylus eneidae Rivero, 1959 - Eleutherodactylus erythroproctus Schwartz, 1960 - Eleutherodactylus etheridgei Schwartz, 1958 - Eleutherodactylus eunaster Schwartz, 1973 - Eleutherodactylus feichtingeri Díaz, Hedges & Schmid, 2012 - Eleutherodactylus flavescens Noble, 1923 - Eleutherodactylus fowleri Schwartz, 1973 - Eleutherodactylus furcyensis Shreve & Williams, 1963 - Eleutherodactylus fuscus Lynn & Dent, 1943 - Eleutherodactylus glamyrus Estrada & Hedges, 1997 - Eleutherodactylus glandulifer Cochran, 1935 - Eleutherodactylus glanduliferoides Shreve, 1936 - Eleutherodactylus glaphycompus Schwartz, 1973 - Eleutherodactylus glaucoreius Schwartz & Fowler, 1973 - Eleutherodactylus goini Schwartz, 1960 - Eleutherodactylus gossei Dunn, 1926 - Eleutherodactylus grabhami Dunn, 1926 - Eleutherodactylus grahami Schwartz, 1979 - Eleutherodactylus grandis (Dixon, 1957) - Eleutherodactylus greyi Dunn, 1926 - Eleutherodactylus griphus Crombie, 1986 - Eleutherodactylus grunwaldi Reyes-Velasco, Ahumada-Carrillo, Burkhardt & Devitt, 2015 - Eleutherodactylus gryllus Schmidt, 1920 - Eleutherodactylus guanahacabibes Estrada & Rodriguez, 1985 - Eleutherodactylus guantanamera Hedges, Estrada & Thomas, 1992 - Eleutherodactylus gundlachi Schmidt, 1920 - Eleutherodactylus guttilatus (Cope, 1879) - Eleutherodactylus haitianus Barbour, 1942 - Eleutherodactylus hedricki Rivero, 1963 - Eleutherodactylus heminota Shreve & Williams, 1963 - Eleutherodactylus hypostenor Schwartz, 1965 - Eleutherodactylus iberia Estrada & Hedges, 1996 - Eleutherodactylus inoptatus (Barbour, 1914) - Eleutherodactylus intermedius Barbour & Shreve, 1937 - Eleutherodactylus interorbitalis (Langebartel & Shannon, 1956) - Eleutherodactylus ionthus Schwartz, 1960 - Eleutherodactylus jamaicensis Barbour, 1910 - Eleutherodactylus jasperi Drewry & Jones, 1976 - Eleutherodactylus jaumei Estrada & Alonso, 1997 - Eleutherodactylus johnstonei Barbour, 1914 - Eleutherodactylus juanariveroi Rios-López & Thomas, 2007 - Eleutherodactylus jugans Cochran, 1937 - Eleutherodactylus junori Dunn, 1926 - Eleutherodactylus karlschmidti Grant, 1931 - Eleutherodactylus klinikowskii Schwartz, 1959 - Eleutherodactylus lamprotes Schwartz, 1973 - Eleutherodactylus leberi Schwartz, 1965 | - Eleutherodactylus lentus (Cope, 1862) - Eleutherodactylus leoncei Shreve & Williams, 1963 - Eleutherodactylus leprus (Cope, 1879) - Eleutherodactylus ligiae Incháustegui, Díaz & Marte, 2015 - Eleutherodactylus limbatus (Cope, 1862) - Eleutherodactylus limbensis Lynn, 1958 - Eleutherodactylus locustus Schmidt, 1920 - Eleutherodactylus longipes (Baird, 1859) - Eleutherodactylus lucioi Schwartz, 1980 - Eleutherodactylus luteolus (Gosse, 1851) - Eleutherodactylus maestrensis Díaz, Cádiz & Navarro, 2005 - Eleutherodactylus mariposa Hedges, Estrada & Thomas, 1992 - Eleutherodactylus marnockii (Cope, 1878) - Eleutherodactylus martinicensis (Tschudi, 1838) - Eleutherodactylus maurus Hedges, 1989 - Eleutherodactylus melacara Hedges, Estrada & Thomas, 1992 - Eleutherodactylus melatrigonum Schwartz, 1966 - Eleutherodactylus michaelschmidi Díaz, Cádiz & Navarro, 2007 - Eleutherodactylus minutus Noble, 1923 - Eleutherodactylus modestus (Taylor, 1942) - Eleutherodactylus monensis (Meerwarth, 1901) - Eleutherodactylus montanus Schmidt, 1919 - Eleutherodactylus neiba Incháustegui, Díaz & Marte, 2015 - Eleutherodactylus nitidus (Peters, 1870) - Eleutherodactylus nivicolimae (Dixon & Webb, 1966) - Eleutherodactylus nortoni Schwartz, 1976 - Eleutherodactylus notidodes Schwartz, 1966 - Eleutherodactylus nubicola Dunn, 1926 - Eleutherodactylus olibrus Schwartz, 1958 - Eleutherodactylus orcutti Dunn, 1928 - Eleutherodactylus orientalis (Barbour & Shreve, 1937) - Eleutherodactylus oxyrhyncus (Duméril & Bibron, 1841) - Eleutherodactylus pallidus (Duellman, 1958) - Eleutherodactylus pantoni Dunn, 1926 - Eleutherodactylus parabates Schwartz, 1964 - Eleutherodactylus paralius Schwartz, 1976 - Eleutherodactylus parapelates Hedges & Thomas, 1987 - Eleutherodactylus patriciae Schwartz, 1965 - Eleutherodactylus paulsoni Schwartz, 1964 - Eleutherodactylus pentasyringos Schwartz & Fowler, 1973 - Eleutherodactylus pezopetrus Schwartz, 1960 - Eleutherodactylus pictissimus Cochran, 1935 - Eleutherodactylus pinarensis Dunn, 1926 - Eleutherodactylus pinchoni Schwartz, 1967 - Eleutherodactylus pipilans (Taylor, 1940) - Eleutherodactylus pituinus Schwartz, 1965 - Eleutherodactylus planirostris (Cope, 1862) - Eleutherodactylus poolei Cochran, 1938 - Eleutherodactylus portoricensis Schmidt, 1927 - Eleutherodactylus principalis Estrada & Hedges, 1997 - Eleutherodactylus probolaeus Schwartz, 1965 - Eleutherodactylus rhodesi Schwartz, 1980 - Eleutherodactylus richmondi Stejneger, 1904 - Eleutherodactylus ricordii (Duméril & Bibron, 1841) - Eleutherodactylus riparius Estrada & Hedges, 1998 - Eleutherodactylus rivularis Díaz, Estrada & Hedges, 2001 - Eleutherodactylus rogersi Goin, 1955 - Eleutherodactylus ronaldi Schwartz, 1960 - Eleutherodactylus rubrimaculatus (Taylor & Smith, 1945) - Eleutherodactylus rucillensis Cochran, 1939 - Eleutherodactylus rufescens (Duellman & Dixon, 1959) - Eleutherodactylus rufifemoralis Noble & Hassler, 1933 - Eleutherodactylus ruthae Noble, 1923 - Eleutherodactylus saxatilis (Webb, 1962) - Eleutherodactylus schmidti Noble, 1923 - Eleutherodactylus schwartzi Thomas, 1966 - Eleutherodactylus sciagraphus Schwartz, 1973 - Eleutherodactylus semipalmatus Shreve, 1936 - Eleutherodactylus simulans Díaz & Fong, 2001 - Eleutherodactylus sisyphodemus Crombie, 1977 - Eleutherodactylus sommeri Schwartz, 1977 - Eleutherodactylus staurometopon Schwartz, 1960 - Eleutherodactylus symingtoni Schwartz, 1957 - Eleutherodactylus syristes (Hoyt, 1965) - Eleutherodactylus teretistes (Duellman, 1958) - Eleutherodactylus tetajulia Estrada & Hedges, 1996 - Eleutherodactylus thomasi Schwartz, 1959 - Eleutherodactylus thorectes Hedges, 1988 - Eleutherodactylus toa Estrada & Hedges, 1991 - Eleutherodactylus tonyi Estrada & Hedges, 1997 - Eleutherodactylus turquinensis Barbour & Shreve, 1937 - Eleutherodactylus tychathrous Schwartz, 1965 - Eleutherodactylus unicolor Stejneger, 1904 - Eleutherodactylus varians (Gundlach & Peters, 1864) - Eleutherodactylus varleyi Dunn, 1925 - Eleutherodactylus ventrilineatus (Shreve, 1936) - Eleutherodactylus verrucipes (Cope, 1885) - Eleutherodactylus verruculatus (Peters, 1870) - Eleutherodactylus warreni Schwartz, 1976 - Eleutherodactylus weinlandi Barbour, 1914 - Eleutherodactylus wetmorei Cochran, 1932 - Eleutherodactylus wightmanae Schmidt, 1920 - Eleutherodactylus wixarika Reyes-Velasco, Ahumada-Carrillo, Burkhardt & Devitt, 2015 - Eleutherodactylus zeus Schwartz, 1958 - Eleutherodactylus zugi Schwartz, 1958 |